# Francisca Cañadas Morales
Francisca Cañadas Morales (Níjar, Almería, España, 1908 - Níjar, España, 1987) fue la principal víctima del Crimen de Níjar que se hizo célebre por servir de inspiración para  la novela Puñal de Claveles de Carmen de Burgos y probablemente  la tragedia en verso Bodas de Sangre de Federico García Lorca.
Vivía en el famoso Cortijo del Fraile. En el año 1928, justo el día que se iba a casar con Casimiro Pérez Pino, Francisca huyó con su primo Francisco Montes Cañadas del que estaba enamorada desde pequeña. Cuando huían a caballo, Francisco Montes fue asesinado por el hermano del novio abandonado. Ella consiguió salvar su vida. Su profesión era ama de casa. Después del suceso no llegó a casarse y residió en un paraje muy cercano a Níjar denominado el Hualix. Nunca concedió entrevistas a los medios de comunicación.